# Peter James
Peter James (n. 22 august 1948, Brighton, Anglia, Regatul Unit) este un scriitor britanic de romane polițiste.
După ce a studiat cinematografia la Ravensbourne Film School London, a debutat ca scenarist la televiziunea din Toronto.
Însa ceea ce-și dorea era să scrie romane polițiste, astfel că debutează ca scriitor cu romane de spionaj, urmând apoi bestsellerul Possession (tradus în douăzeci și trei de limbi), roman de suspans, în care se întrepătrund două universuri: crima și  paranormalul.
Ca romancier, s-a impus pe scena literară cu treisprezece volume, care au fost traduse în treizeci și șase de limbi și reflectă pasiunea autorului pentru fenomenele paranormale.
Peter James a fost producătorul executiv al filmului Neguțătorul din Veneția (2004) și a colaborat la serialul Bedsitcom, nominalizat la Rose d’Or.
În prezent, lucrează la ecranizarea bestsellerului Viu sau mort, unul dintre cele mai vândute unsprezece romane din Marea Britanie în prima jumătate a anului 2006.
Romanul Să mori frumos! a stat șapte săptămâni în topul Ten Bestseller al Sunday Times și a ajuns pe primul loc în WH Smith, Tesco and Sainsburys.

## Peter James - mașinile sale, clasice și moderne
"Prima mea masină a fost un dric Rolls Royce fabricat în 1929, pe care l-am avut la 17 ani. Am avut aproape 40-50 de mașini; dintre preferatele mele, se numără un Mustang din ’72, un Jaguar E-Type din 1963, un E-Type din 1971 cu motor în V12 (al șaselea fabricat) și un Aston Martin DB7. Cea mai puțin fiabilă s-a dovedit a fi un Triumph Stag din 1975. Cea mai nouă achiziție este un Aston Martin Vanquish din 2004, pe care am luat-o de nouă și a fost favorita mea, în ciuda faptului că m-a scos din minți cu lipsa ei de fiabilitate, până când, cu regret, am returnat-o companiei Aston.
În schimbul ei am primit un Aston DB decapotabil, care nu mi-a plăcut deloc – mi s-a părut înghesuit, zgomotos și nesigur la curbe. Am cumpărat un Mercedes SL 55AMG negru la recomandarea lui Jeremy Clarkson, care a fost bestial! Mai rapid decât Aston Martin Vanquish, mai spațios, dar din nefericire nu chiar atât de fiabil, o pacoste cu probleme electrice și fără “spiritul” Aston-ului. Când conduci un Aston, toată lumea de pe șosea se poartă frumos, toată lumea, până și cei mai hotărâți ecologiști, pare să o placă. Oamenii se uită cu mai puțin drag la un Merc, de parcă ar aparține unui înstărit traficant de droguri.
Tocmai mi-a fost livrat un Bentley Continental GT. M-am îndrăgostit de înfățișarea acestor mașini din momentul în care au apărut. Pentru mine, sunt adevărate sculpturi pe roți și, după DB7, mi se par cele mai frumoase mașini fabricate vreodată. Mașină cu atitudine! Tracțiune integrală, atinge 198 mph și are un sistem combo audio-video mai bun decât orice sufragerie în care am fost vreodată! La cât călătoresc eu acum, mă gândesc că aș putea locui în ea.
Cursele de mașini sunt cea mai mare pasiune a mea. Mi-am luat licența de șofer de curse în 2004, după ce am picat prima dată examenul și am speriat îngrozitor instructorul când am rotit mașina, un Lotus Elise, cu 110 mph, în virajul Copse de pe circuitul Silverstone). Unii dintre prietenii mei au numit-o încă una dintre crizele mele de vârstă mijlocie. Alții, mai puțini înțelegători, au spus ca asta demonstrează că aș face orice pentru a-mi promova cărțile. Dar cu toții au avut aceeași reacție când au văzut cu ce mașină concurez. Au zis: “Ce???”
Concurez pe un Citroen doi cilindri în V la campionatul anual, marea atracție a sezonului fiind cursa de anduranță de 24 de ore pentru Citroen 2CV din Snetterton." (Peter James)

## Peter James - știința, medicina și paranormalul
"Știința, medicina și paranormalul sunt pasiunile mele principale; am studiat mult și am ținut o emisiune la Radio BBC Scoția pe aceste teme." (Peter James)

## Lucrări scrise
Romanele Roy Grace 
- Dead Simple (2005)
- Looking Good Dead (2006)
- Not Dead Enough (2007)
- Dead Man's Footsteps (2008)
- Dead Tomorrow (2009)
- Dead Like You (2010)
- Dead Man's Grip (2011)
- Not Dead Yet (2012)
- Dead Man's Time (2013)
- Want You Dead (2014)
- You Are Dead (2015)
- Love You Dead (2016)
- Need You Dead (2017)
- Dead If You Don't (2018)
- Dead At First Sight (2019)
- Find Them Dead[9] (2020)
- Left You Dead (2021)
- Wish You Were Dead (2021)

Alte romane
- Dead Letter Drop (1981)
- Atom Bomb Angel (1982)
- Billionaire (1983)
- Travelling Man (1984)
- Biggles: The Untold Story (1986)
- Possession (1988)
- Dreamer (1989)
- Sweet Heart (1990)
- Twilight (1991)
- Prophecy (1992)
- Host (1993)
- Alchemist (1996)
- Getting Wired (1996)
- The Truth (1997)
- Denial (1998)
- Faith (2000)
- The Perfect Murder (2010) (novella)
- Perfect People (2011)
- A Twist of the Knife (2014) (short story collection)
- The House on Cold Hill (2015)
- Absolute Proof (2018)
- The Secret of Cold Hill (2019)
- I Follow You (2020)

Non-fiction
- Death Comes Knocking – Policing Roy Grace's Brighton (2016)
- Babes in the Wood (2020)

## Romane traduse în limba română
- Viu sau mort (Dead Simple), Editura Nemira, 2006
- Sa mori frumos! (Looking Good Dead), Editura Nemira, 2006
- Aproape mort (Not Dead Enough), Editura Nemira, 2007
- Pantofarul și moartea, Editura Nemira, Colecția Suspans, 2014

## Premii
- Charterhouse School Poetry Prize, 1967
- Esquire Magazine International College Film Festival, 1969
- Dead of Night – Best Foreign Film, Sitges International Horror Film Festival, 1974
- Honorary Fellowship, FHS Emeritus Award, decernat de Hypnotherapy Society, 1999
- The Merchant of Venice (Neguțătorul din Veneția) – producător executiv – BAFTA (nominalizare)
- Public Awareness Of Science Awards 2000
- Bedsitcom – Rose D'Or 2004 (nominalizare), Montreux Television Festival
- Viu sau mort – Le Prix Polar International 2006, Le Prix Coeur Noir 2007, în Franța, iar în Germania, Krimi-Blitz 2005
- Să mori frumos! – Crime Thriller of the Year 2007 (nominalizare), Richard & Judy Galaxy British Book Awards
- Prix SNCF du polar 2007 (nominalizare)
- Le Grand Prix de littérature policère (nominalizare)